# .af
.af è il dominio di primo livello nazionale assegnato all'Afghanistan.
Il dominio è gestito dall'organizzazione non a scopo di lucro statunitense Packet Clearing House e dal registrar ceco Gransy.
In seguito alla caduta di Kabul il controllo del dominio è passato nelle mani dei talebani. Nel 2024 tutti i domini .af acquistati tramite il registrar Gandi sono stati disattivati, tra cui queer.af.